# Summit (суперкомпютър)
Summit или OLCF-4 е суперкомпютър, разработен от IBM за употреба в Националната лаборатория в Оук Ридж, Тенеси. Към 8 юни 2018 г. това е най-бързият суперкомпютър в света – изчислителната мощност на компютъра е 122,3 PFLOPS. Потребяваната мощност е 15 MW.
Суперкомпютърът е въведен в експлоатация през юни 2018 г., заменяйки Titan.

## История
През ноември 2014 г. Министерството на енергетиката на САЩ отпуска 325 милиона долара на IBM, Nvidia и Mellanox по договор за изграждане на суперкомпютрите Summit и Sierra. Summit е предназначен за граждански научни изследвания и се намира в Националната лаборатория в Оук Ридж. Sierra е предназначена за симулации на ядрени оръжия и се намира в Националната лаборатория „Ърнест Лорънс“ в Ливърмор, Калифорния. Размерите на Summit се оценяват от порядъка на две баскетболни игрища, а на окабеляването – над 217 km. Учените използват Summit за изчисления в различни научни области, като космология, медицина и климатология.

## Устройство
4608-те сървъра IBM Power Systems AC922 на суперкомпютъра Summit заемат площ, еквивалентна на площта на две баскетболни игрища. В състава на тези сървъри влизат 9216 22-ядрни процесори IBM POWER9 и 27 648 графични процесори NVIDIA Tesla V100.
Всичко това се охлажда от система, в която циркулират 15 150 литра пречистена вода. Потребяваната от суперкомпютъра Summit енергия би стигнала за снабдяване на 8100 средностатистически жилища.
Всеки възел съдържа над 600 GiB кохерентна памет (High Bandwidth Memory и DDR4 SDRAM), която се адресира до всички CPU и GPU, плюс 800 GB енергонезависима памет, която може да се използва като пакетен буфер или като разширена памет. Процесорите и видеокартите се свързват чрез използването на шина NVLink. Това позволява да се използва хетерогенен изчислителен модел.